# Asahi, Chiba
Asahi (旭市 Asahi-shi) là một thành phố thuộc tỉnh Chiba, Nhật Bản.